# Шпанов (село)
Шпанов (укр. Шпанів) — село в Ровненском районе Ровненской области Украины. Административный центр Шпановской сельской общины.
Население по переписи 2001 года составляло 2484 человека. Почтовый индекс — 35301. Телефонный код — 362. Код КОАТУУ — 5624689501.